# Billy Simpson (Fußballspieler, 1929)
William Joseph „Billy“ Simpson (* 12. Dezember 1929 in Belfast; † 27. Januar 2017 in Glasgow) war ein nordirischer Fußballspieler. Als Mittelstürmer gewann er zunächst jeweils zwei nordirische Meisterschaften und Pokaltrophäen, bevor er mit den Glasgow Rangers in den 1950er-Jahren dreimal schottischer Meister wurde und einmal den Pokal errang. Dazu bestritt er zwölf A-Länderspiele für Nordirland und war Teil des Kaders für die WM-Endrunde 1958 in Schweden. Dort kam er jedoch verletzungsbedingt nicht zum Einsatz.

## Sportlicher Werdegang

### Vereinskarriere
Billy Simpson war Teil einer fußballaffinen Familie und trat in die Fußstapfen seines älteren Bruders Reggie, der für Belfast Celtic spielte. Den „Youngster“ hingegen zog es zum Linfield FC und eine Woche nach seinem Debüt am 24. März 1947 unterzeichnete er einen Profivertrag beim nordirischen Rekordmeister. Er sammelte in den folgenden drei Jahren zahlreiche Titel, darunter vor allem in den Jahren 1949 und 1950 zwei Meisterschaften sowie ebenfalls zweimal in den Jahren 1948 und 1950 den nordirischen Pokal. Ebenfalls zweimal gelang ihm ein Hattrick in Finalspielen, darunter zunächst im November im Gold Cup gegen den Glenavon FC (5:0) und danach im Mai 1949 gegen den Ards FC (3:0) im Ulster Cup. Kurz darauf schnürte er im folgenden Gold-Cup-Viertelfinale einen Viererpack gegen den Glentoran FC (6:0). Simpson galt als klassischer „Strafraumstürmer“, der stets den direkten Weg zum Tor suchte und dabei seine eigene Gesundheit nicht schonte, beispielsweise bei tiefen Flugkopfbällen. In Anbetracht der Erfolgsbilanz des gerade einmal 20-jährigen Mittelstürmers überraschte das Interesse namhafter Klubs nicht und so schloss er sich im Oktober 1950 für die damals beträchtliche Ablösesumme von 11.500 Pfund in Schottland den Glasgow Rangers an.
In der Anfangszeit in Glasgow feilte Simpson bei dem heimischen Leichtathletik-Verein Bellahouston Harriers an seiner Schnelligkeit und bei seinem Debüt am 23. Dezember 1950 gegen den FC East Fife gelang ihm auf Anhieb ein Hattrick für die Rangers. Später sollte er bei zwei Gelegenheiten jeweils vier Treffer in einem Spiel erzielen, beim 5:1-Sieg gegen Third Lanark im April 1951 und gut anderthalb Jahre später gegen den FC St. Mirren im Dezember 1952. In derselben Saison 1952/53 gewann Simpson das Double aus schottischer Meisterschaft und FA Cup, wobei er im Pokalfinale gegen den FC Aberdeen für die Entscheidung zum 1:0 im Wiederholungsspiel sorgte. Zwei weitere Liga-Titel folgten in den Spielzeiten 1955/56 und 1956/57. Historische Bedeutung erlangte kurz darauf im Oktober 1957 das Endspiel im Ligapokal, das gegen Celtic mit 1:7 verloren ging, wobei Simpson lediglich der „Ehrentreffer“ gelang. Dazu hatte er zur Rangers-Startelf gehört, die erstmals in der Spielzeit 1956/57 am Europapokal der Landesmeister teilnahm und hier war er beim 2:1-Hinrundensieg gegen den OGC Nizza der zweite Europapokal-Torschütze in der Vereinsgeschichte. Nach der Weltmeisterschaft 1958 in Schweden fand er sich zunehmender Konkurrenz in Form der jüngeren Don Kitchenbrand und Max Murray ausgesetzt und nachdem er nach seinem letzten Spiel am 29. November 1958 nicht mehr zum Einsatz gekommen war, schloss er sich im März 1959 dem Erstligaaufsteiger Stirling Albion an. Für die Rangers hatte Simpson in 239 Pflichtspielen 163 Tore erzielt.
Nur kurze Zeit später verletzte er sich am Kreuzband, wodurch er bei dem neuen Verein nur acht Spiele bestritt. Nach kurzen Stippvisiten bei Partick Thistle und in England bei Oxford United beendete er zum Ende der Saison 1960/61 die aktive Laufbahn.

### Nordirische Nationalmannschaft
Simpson absolvierte zwölf A-Länderspiele für die nordirische Nationalmannschaft. Dabei schoss er bei den ersten beiden Einsätzen am 7. März 1951 gegen Wales (1:2) und am 12. Mai 1951 gegen Frankreich (2:2) jeweils ein Tor. Sein wohl bekanntester Treffer war in der British Home Championship das 3:2-Siegtor gegen England am 6. November 1957, womit er den ersten nordirischen Sieg in Wembley sicherte – letztlich teilten sich Nordirland und England am Ende die Trophäe mit gleichsam 4:2 Punkten. Nach diesem Achtungserfolg war Simpson auch Teil des nordirischen 16-Mann-Kaders für die anstehende WM-Endrunde 1958 in Schweden, nachdem in der Qualifikation der Favorit aus Italien (2:1) ausgeschaltet worden war. In Schweden zog er sich jedoch kurz vor dem Eröffnungsspiel eine Muskelverletzung zu. Obwohl die sportliche Leitung Simpson als einsatzfähig einstufte, entschied sich die medizinische Abteilung dagegen und so verpasste er das gesamte Turnier. Die nordirische Auswahl schlug sich dabei auch ohne ihn wacker und zog bis ins Viertelfinale vor. Dort verlor das zunehmend durch Ausfälle gebeutelte Team dann deutlich mit 0:4 gegen Frankreich und vermisste die Offensivakzente des Torjägers. Am 5. November 1958 verabschiedete sich Simpson mit einem 2:2 (ohne Torerfolg) gegen Schottland.

## Nach dem Fußball
Nach dem Ende seiner Fußballerlaufbahn arbeitete Simpson in Glasgow in einer Fabrik von Remington Rand und später als Böttcher im Hafen des KGV Docks. Sportlich aktiv blieb er als passionierter Golfer und er wohnte bis ins hohe Alter den Heimspielen der Glasgow Rangers bei. Einen Monat nachdem die Rangers einen Abend zu seinen Ehren veranstaltet hatten (dem er jedoch nicht beiwohnen konnte), verstarb Simpson Ende Januar 2017 im Alter von 87 Jahren.

## Titel/Auszeichnungen
- Schottische Meisterschaft (3): 1952/53, 1955/56, 1956/57
- Schottischer Pokal (1): 1952/53
- Nordirische Meisterschaft (2): 1948/49, 1949/50
- Nordirischer Pokal (2): 1947/48, 1949/50
- Gold Cup (3): 1948/49, 1949/50, 1950/51
- Ulster Cup (1): 1948/49
- City Cup (1): 1949/50
- British Home Championship (1): 1957/58 (geteilt mit England)